# Siphonaria sipho
Siphonaria sipho is een slakkensoort uit de familie van de Siphonariidae. De wetenschappelijke naam van de soort is voor het eerst geldig gepubliceerd in 1830 door Sowerby.